# 히나타 아키
히나타 아키(홍미나), (日向秋, Aki Hinata)는, 요시자키 미네의 원작 애니메이션 '케로로 중사'에 등장하는 인물이다. 히나타 아키의 담당 성우는 일본에서는 히라마츠 아키코, 북미에서는 제이미 마키, 한국은 투니버스에서 이동은, 카툰네트워크 재더빙판에서는 이소영이 맡고 있다

## 인물
케로로가 식객으로 지내고 있는, 히나타가의 가장이자 주부로 나츠미와 후유키의 어머니이다. 본인을 지칭할때에는 '나', '엄마'라고 한다. 현재 히나타가에는 아버지가 없는데 그 이유는 불명하다.

### 직업
출판사 '가도야마 서점' (케로로 중사의 단행본과 소년 에이스의 발행일을 하는 가도카와 서점을 패러디 한 이름)의 만화 잡지 '소년 알파'의 유능한 편집장으로 일하고 있어 집에 가지 못하는 경우가 다반사이다.

### 연령
연령은 알려지지 않았지만, 약 34살에서 36살 사이라고 추측된다. 애니메이션 73화 '198X년 우리들의‥'를 통해 정확한 해는 알 수 없지만, 후유키는 20년 전을 타임슬립했다고 했다고 했는데, 이때 아키는 중학생이었다. 하지만1학년인지 2학년인지 3학년인지는 불분명했다 이를 통해 34살에서36살 사이라는 추측이 나온다. 하지만 정확한 나이는 알려지지 않았다.

### 모습
후유키와 마찬가지로 머리색은 푸른 남색. 머리카락 길이는 허리까지 있지만, 후유키와 나츠미가 어렸을 때에는 목 근처까지 있었다. 중학생 때에는 후유키를 많이 닮았다. 쿠루루가 발명한 '인생을 다시 한번 산다면 총'으로 옛날로 돌아갔을 때, 모습이 비슷함을 통해 알 수 있다. 바디라인이 매우 강하며 패션은 대부분 셔츠와 바지이다. 그러나 수영복등에서 바디라인을 드러내는 옷을 입기도 하나. 만화레벨을 넘어선 복장도 가끔 등장하기도 한다.

### 체격과 능력
몸매는 다이나마이트한 몸매로, '출몰! 광고별 천국'에서는 '지구에서 가장 다이나마이트한 여성'으로 소개한 바가 있다. 이 몸매의 영향으로 나츠미도 유전 된거라 생각된다. 쓰리 사이즈는 3M에 추측에 의하면 'B92. W60. H86'이라고 한다.
미모도 나쁜 편이 아닌지라, 가는 곳마다 남성뿐 아니라 여성들도 부러워한다.
두뇌가 매우 명석하고, 운동신경도 좋다. 합기도 15단의 유단자(실제 합기도에서 15단은 존재하지 않는다.)이다. 운동신경은 나츠미보다 높다.

### 성격
동물을 모두 무서워하지만 케로로 소대원들의 독특한 이미지가 만화 캐릭터로 적합하다 여겼고, 케로로를 흔쾌히 식객으로 결정했었던 것이다.그래서 탄생한 것이 케로로 소대를 본뜬 게로로함장, 가루루소대를 본딴 우주해적 게록(하록선장 패러디)이다 시원 시원한 성격에, 자신이 할 말은 다 하는 쿨한 성격이다.

## 같이 보기
- 히나타 나츠미
- 히나타 후유키
- 케로로 중사 (캐릭터)
- 쿠루루 상사
- 케로로 군조의 등장인물 목록